# Château d'Arcilly
 (mai 2014).
Si vous disposez d'ouvrages ou d'articles de référence ou si vous connaissez des sites web de qualité traitant du thème abordé ici, merci de compléter l'article en donnant les références utiles à sa vérifiabilité et en les liant à la section « Notes et références ».
Le château d'Arcilly est une bâtisse du XIVe siècle situé dans la commune de Limanton, dans la Nièvre, en Bourgogne-Franche-Comté

## Situation
Au sud-ouest de Moulins-Engilbert, par les routes départementales 37 et 111, il est situé dans une prairie et domine la confluence entre le Guignon et l'Aron, à l'entrée de la vaste forêt d'Arcilly et près d'un grand étang. Le château est aussi à 2 kilomètres au sud-est de Panneçot, sur le canal du Nivernais.

## Histoire
Limanton dépendait autrefois du diocèse de Nevers, du Parlement de Paris, Intendance de Moulins et de l'élection de Châtillon-en-Bazois.
La maison forte, cité depuis 1263, était jadis entouré de fossés, dont ne subsistent que deux mares. Celui que nous voyons aujourd'hui remplace une forteresse plus ancienne, qui était en bordure de voies romaines. Au XIXe siècle, fut découvert en ce lieu des monnaies et de la céramique gallo-romaines.
Une cheminée qui ornait le château est aujourd'hui au château de Vandenesse, une seconde provient du château d'Anizy.
Le château actuel fut construit par la famille de Frasnay tout comme le château d'Anizy, sur la même commune au XIVe siècle et subit des transformations au XVe siècle. Au XVIe siècle, le château devient la propriété des Guillier, juristes.
C'est aujourd'hui un gîte de France.

## Description
Les parties les plus anciennes visibles aujourd'hui remonteraient au XVe siècle.
Le corps principal de l'édifice est de plan carré, flanqué de deux tours rondes aux extrémités de la façade sud. Ces deux tours découronnées, sont recouvertes de toitures à poivrières. La tour ronde au sud-ouest présente au rez-de-chaussée, une belle porte mouluré, à piédroits prismatiques, donnant accès à un escalier à vis, éclairé de deux baies formant un arc en accolade. Elle est couverte d'un toit en tuiles coniques. À sa base nous trouvons deux archères-canonnières. Un cadran solaire orne sa partie supérieure.
L'autre tour, au sud-est, possède également des archères-canonnières, ainsi qu'une baie en accolade.
De petits bâtiments du XXe siècle furent accolés aux façades est et ouest. Le corps principal est à deux niveaux, coiffé d'un toit à quatre pentes. La façade nord possède une baie à traverse en pierre. Les ouvertures de l'étage sur cette façade sont à baies jumelées, séparée par un meneau en pierre, mouluré.
La façade sud a au premier étage une large baie remaniée et au second, conserve une fenêtre à baies jumelées qu'un meneau en pierre mouluré sépare. Cette baie est surmontée d'un arc en accolade.
Les intérieurs furent très remaniés, une des cheminées est maintenant au château de Vandenesse, qui en possède une autre provenant du château d'Anizy. Une restant en place, possède un manteau à pans coupés avec des jambages à colonnettes. Il conserve néanmoins des plafonds à poutres et solives apparentes.